# فالديمار فريتش
فالديمار فريتش (بالألمانية: Waldemar Fritsch)‏ هو نحات ألماني، ولد في 23 مارس 1909 في كارلوفي فاري في التشيك، وتوفي في 13 يوليو 1978 في آنسباخ في ألمانيا.